# Clifton (Oregon, Clatsop megye)
Clifton az Amerikai Egyesült Államok északnyugati részén, Oregon állam Clatsop megyéjében, a U.S. Route 30-tól északra elhelyezkedő önkormányzat nélküli település.

## Története
Henry Harrison Hunt fűrészüzeme 1845-ben nyitott meg. 1851-ben Hunt elköltözött; a területen később megjelentek a hálós halászok. A települést Stephen G. Spear vélhetően a környékbeli sziklákról (cliff) nevezte el. 1873-ban James W. és Vincent Cook itt nyitották meg a megye második lazacfeldolgozóját. Az 1874-ben megnyílt posta első vezetője Vincent Cook volt. Az Astoria and South Coast Railway vasútvonala 1898-ban épült ki; a vágányok a település főutcájaként szolgáltak.
A kínaiakat alkalmazó üzemben a Görögországból, Jugoszláviából és Olaszországból érkező halászok által fogott halat dolgozták fel. A konzervgyár bezárásakor a kínaiak hátrahagyták házaikat; a későbbi beköltözők máshol telepedtek le. A helység fénykorában a két szalon egyikében korcsolyapálya és bálterem is működött, emellett két bolt, templom és iskola is volt itt; 1915-ben a lakosságszám elérte a kétszáz főt. A bálterem 1921-ben leégett.
Clifton csak 1937 óta közelíthető meg közúton; előtte hajón a Washington állambeli Cathlamet, vasúton pedig Astoria és Portland irányába lehetett elhagyni. A huszadik század elején a régióban a favágóknak öt telepe is volt, ezek a lakosok városba költözésével elnéptelenedtek. 1930-ra a fakitermelés megszűnt. Az elektromos hálózatot 1958-ban építették ki.

### Hanyatlása
Ralph Friedman a települést „festői kísértetvárosként” jellemezte. Clifton a lazacpopuláció csökkenése miatt indult hanyatlásnak; az egyik bolt 1950-ben zárt be, a másikat pedig 1960-ban gondnoki irodává alakították át. A házak faanyagát a lakók kiköltözése után hasznosították, más épületek pedig összeomlottak vagy a vízbe csúsztak; 1990-re kevés építmény maradt fenn. A posta 1960-ban szűnt meg.
Ma itt található a Portland and Western Railroad állomása. A Bradwood Landing projekt keretében cseppfolyósított földgáz (LNG) feldolgozására alkalmas üzemet terveztek.

## Fordítás
- Ez a szócikk részben vagy egészben  a   Clifton, Clatsop County, Oregon című angol Wikipédia-szócikk ezen változatának fordításán alapul.  Az eredeti cikk szerkesztőit annak laptörténete sorolja fel. Ez a jelzés csupán a megfogalmazás eredetét és a szerzői jogokat jelzi, nem szolgál a cikkben szereplő információk forrásmegjelöléseként.